# Барбарис Дарвина
Барбарис Дарвина (лат. Berberis darwinii) — вид растений рода Барбарис (Berberis) семейства Барбарисовые (Berberidaceae).

## Описание
Вечнозелёный кустарник, высотой обычно 0,5—1,7 м, иногда до 3,5 м. Побеги опушённые, красно-коричневые. Колючки 3—7 раздельные, тонкие, 3—7 мм длиной.
Листья от обратнояйцевидных до обратно-яйцевидно-продолговатых, на верхушке обычно с 3 шипиками, по краям с немногими мелкими колючими зубчиками, при основании клиновидные, блестящие, жилкование слабо выражено, сверху тёмно-зелёные, снизу светло-зелёные или беловатые.
Соцветие — кисть 4—10 см длиной с 15-25 цветками. Лепестки золотисто-жёлтые, снаружи с красными крапинками. Семяпочек 3—6 на коротких ножках.
Плод — ягода, овальная, около 8 мм длиной, с длинным столбиком.

## Распространение и экология
Ареал вида находится в Южной Америке: Чили и Патагония.
На родине цветёт в октябре, плодоносит в январе. В Средней Европе цветёт в июне, плодоносит в августе-сентябре. На Черноморском побережье  цветение начинается в конце февраля и растягивается по июль. Размножают семенами или черенкованием осенью.
Культивируется в качестве декоративного растения. Натурализовался в Австралии, Новой Зеландии, Ирландии, Великобритании и на западе США.